# 健康工房

健康工房（集團）有限公司（本名同治堂）是香港一家新式涼茶飲品公司，1989年於荃灣開業。現時於港鐵沿線的9個港鐵站開設分店，另有15間分店遍佈香港。除了涼茶之外，健康工房也有出產各種樽裝飲品及湯水。2005年11月，健康工房即飲裝飲料事業被可口可樂收購，並由太古飲料營運及生產。

## 廣告
現時健康工房以歌手張學友為代言人，電視廣告以「本草滋養，身與心」為口號。

## 外部連結
- 健康工房 （页面存档备份，存于）